# Kosmos 2350
Kosmos 2350, ruski satelit sustava ranog upozorenja o raketnom napadu iz programa Kosmosa. Vrste je Prognoz (Oko-1 br. 7122).
Lansiran je 29. travnja 1998. godine u 04:36 s kozmodroma Bajkonura (Tjuratam) u Kazahstanu. Lansiran je u geostacionarnu orbitu oko planeta Zemlje raketom nosačem Proton-K/DM-2 8K72K. Orbita mu je 35.775 km u perigeju i 35.803 km u apogeju. Orbitna inklinacija mu je 2,23°. Spacetrackov kataloški broj je 25315. COSPARova oznaka je 1998-025-A. Zemlju obilazi u 1436,21 minutu. Pri lansiranju bio je mase kg. 
Satelit je iz 2. generacije satelita globalnog zapovjednog i nadzornog sustava (GKKRS). Ovi su sateliti bili integrirani s geostacionarnim sustavom Luči i retransmitirali su podatke visokom stopom a u centimatarskom rasponu valne duljine. Luč se bavio komunikacijom između svemirskih letjelica i zemaljskih postaja, nasuprot sustavu Potoku.
Glavno tijelo je u orbiti. Dva su se dijela satelita vratila u atmosferu, a jedan blok ostao je u geostacionarnoj orbiti.

## Vanjske poveznice
- N2YO.com Search Satellite Database
- Celes Trak SATCAT Format Documentation (engl.)
- Kunstman  Arhivirana inačica izvorne stranice od 12. kolovoza 2019. (Wayback Machine) Satellites in Orbit (engl.)